# Vossiusstraat 21-32
Vossiusstraat 21-32 te Amsterdam is een bouwblok gelegen aan de Vossiustraat te Amsterdam-Zuid.
De Vossiusstraat, per raadsbesluit van 19 november 1879 vernoemd naar Gerardus Vossius, was in eerste instantie maar een kort straatje. Ze werd aangelegd in een strook ten zuiden van het latere Vondelpark. Ze liep vanaf de Stadhouderskade eigenlijk maar tot huisnummer 21. Ze werd vergezeld door het noordelijker gelegen Schapenburgerpad dat veel verder doorliep. In het begin van de 20e eeuw was enige grond alhier in handen van de "Algemene Maatschappij van Levensverzekering en Lijfrente". Nadat die verzekeringsmaatschappij tot overeenstemming was gekomen met de gemeente Amsterdam over het doortrekken van de straat en overdracht van het beheer, kon er vanaf het Schapenburgerpad gebouwd worden aan twaalf herenhuizen langs de Vossiustraat. Overigens moest de Maatschappij het doortrekken van de straat zelf bekostigen. Het ontwerp van dit blok is weliswaar van één hand, maar de architect is vooralsnog onbekend. Men vermoedt enerzijds de heer J. Draijer, die echter voornamelijk als makelaar bekend stond. Rond 1900 was er nauwelijks scheiding tussen beroepen pandeigenaar, makelaar en architect. Een andere naam die wel genoemd wordt in Schermhaven, maar deze naam komt binnen de gemeente Amsterdam niet voor. Het blok van twaalf herenhuizen in traditionele opzet bevat bij de portieken enig beeldhouwwerk in de vorm van eekhoorns, bloemen of het “beeldmerk” van de maatschappij.
Overigens is de verlenging van die Vossiusstraat niet alleen aan de bebouwing te zien (de huizen zijn dieper ten opzicht van de nummers 20 en lager), de straat gaat ter hoogte van huisnummers 20 en 21 naar een hoger straatpeil. Op 26 juni 2012 werd het bouwblok tot gemeentelijk monument verklaard.

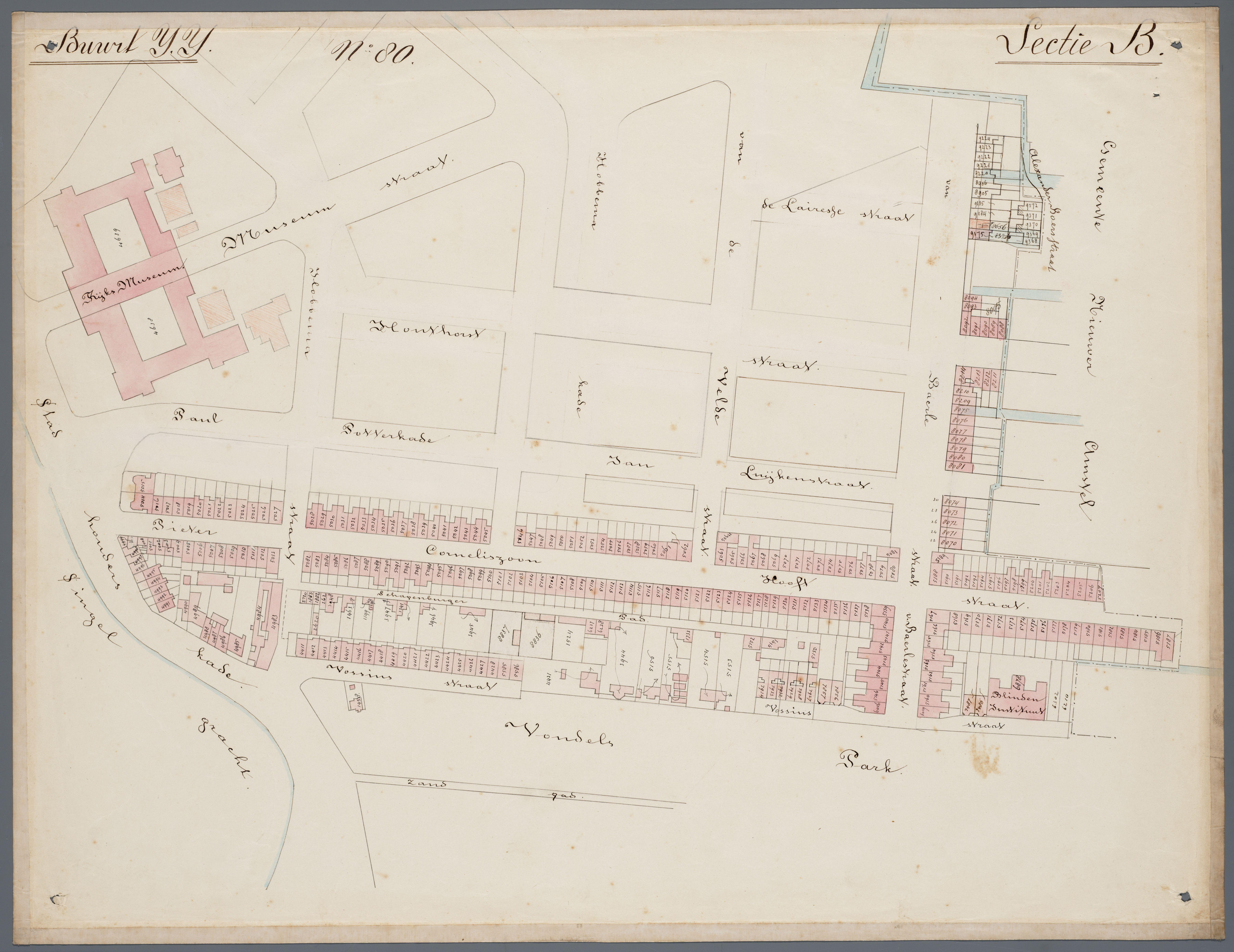
Vossiusstraat (net boven Vondelspark) eind 19e eeuw

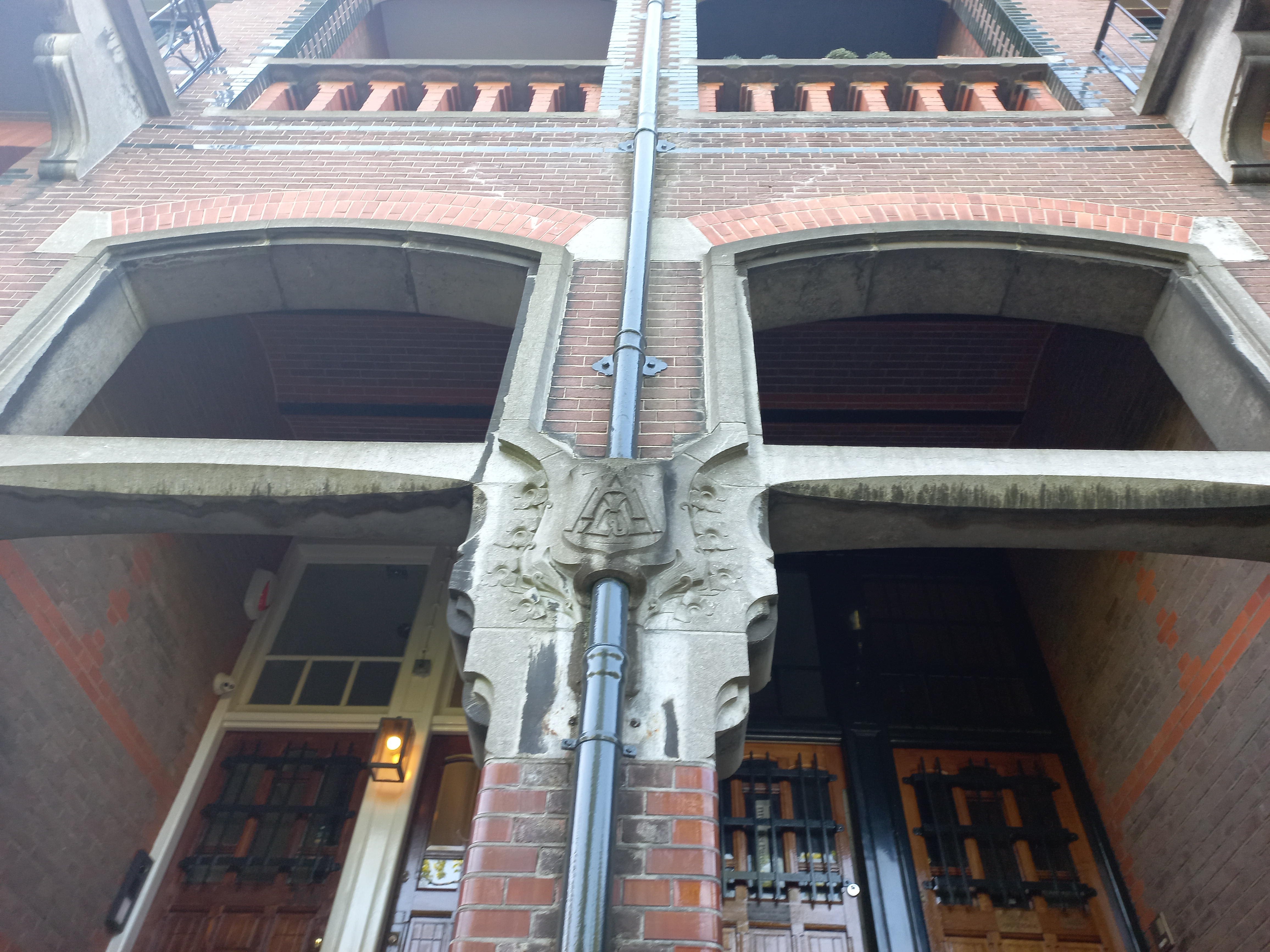
Logo in beeldhouwwerk (mei 2023)